# Linha do Porto de Ponta Delgada
A Linha do Porto de Ponta Delgada foi uma ferrovia de bitola extra-larga (2140 mm) que ligava o Porto de Ponta Delgada à Pranchinha, um lugar sito na zona leste da cidade de Ponta Delgada (ilha de São Miguel, Açores), numa extensão de aproximadamente 10 km.

## História
A linha foi construída ao mesmo tempo que o molhe do porto, em 1861. Nesse mesmo ano, para auxilio à construção do quebra-mar do porto, foi importado diverso equipamento de Holyhead, País de Gales, outrora utilizado na construção do quebra-mar do porto local. Não servia de transporte público, sendo apenas usada para a construção e manutenção do molhe. Para tal, havia três locomotivas a vapor e 39 vagões para trazer pedra de uma pedreira próxima até ao porto. A locomotiva a vapor N.º 1, construída em 1861 pela casa Neilson & Co. (N.º 697), foi a última das três que tinha vindo em segunda mão para os Açores e tinha sido antes usada para o mesmo fim em Holyhead, no País de Gales. A N.º 2 foi construída pela Black & Hawthorn (N.º 766) entre 1880 e 1885, e a N.º 3 pela Falcon (N.º 165) em 1888.
Porém, as obras de construção do porto atrasaram-se consideravelmente, tendo sido concluídas apenas em 1943. As locomotivas foram igualmente utilizadas nos trabalhos de prolongamento da doca e da Avenida Infante Dom Henrique, por volta da década de 1950. Chegou a estar prevista a construção de uma rede ferroviária na ilha, cuja estação principal estaria situada na área do Calhau do Languim, na zona marginal da cidade, nas imediações do local onde foi posteriormente instalado o edifício Solmar.
A linha só funcionava se necessário, para a manutenção do molhe. A última vez de que há registos de actividade foi em 1973.

## Actualidade
Pelo menos duas das locomotivas, que estiveram durante muitos anos expostas nos jardins do Museu Carlos Machado em Ponta Delgada, estão armazenadas atualmente nas oficinas da Junta Autónoma dos Portos de Ponta Delgada.
Um estudo apontou uma valor de cerca de 200 000,00 € para a recuperação daquele material, de elevado valor histórico. Em 2023, uma das locomotivas foi alvo de uma intervenção de restauro, voltando a ganhar a aparência original, embora não tenha ficado funcional, sendo destinada apenas a ficar em exposição.
Nas imediações do Porto de Ponta Delgada encontra-se colocado um vagão Plinthed (um vagão para mistura de cimento) recuperado e em muito bom estado de conservação.